# Rudnik Idrija
Rudnik Idrija je nekdanji rudnik živega srebra v Idriji. Rudnik je bil drugi največji proizvajalec te rude na svetu (prvi je španski Rudnik Almadén). Danes je en del urejen v muzej, ki velja za največjo znamenitost Idrije.

## Zgodovina
Odkritje živosrebrne rude je gotovo prispevalo k nastanku Idrije. Legenda pravi, da je neki škafar leta 1490 na območju Idrije odkril samorodno živo srebro. Medtem ko je nalival vodo v škaf, se je nekaj zasvetilo v vodi. Hotel je premakniti škaf, a je bil tako težek, da ga ni mogel premakniti niti za centimeter. Šel je v Škofjo Loko in tam so ugotovili da gre za živo srebro.
V Idriji naj bi začeli kopati rudo v zadnjem desetletju 15. stoletja. To dokazuje tudi cerkev Svete Trojice, ki je bila zgrajena leta 1500. Do leta 1508 rudarji v zemlji niso našli kaj prida živega srebra, tega leta pa so v Antonijevemu rovu našli ogromne žile. Značilen Grad Gewerkenegg, ki ni nikoli služil za obrambo in je bil namenjen shranjevanju živega srebra ter domovanju rudniške uprave, so zgradili leta 1527. Leta 1575 je rudnik v celoti prišel pod upravo avstrijske vlade, ki je bila lastnica vse do 1918. Ob menjavi oblasti se je rudnik tudi moderniziral. Zgradili so retortne peči za žganje rude in črpalke za črpanje vode iz podzemlja. Rudnik so ob koncu 17. in začetku 18. stoletja zasedli Francozi, ki pa so se do Idrije obnašali zelo roparsko. Potrebe idrijskega rudnika po stekleni embalaži so kasneje, ko so bila sedanja slovenska ozemlja zopet pod Avstro-Ogrsko, vplivala tudi na razvoj steklarstva v Posavju oz. na nastanek današnjega podjetja Steklarna Hrastnik.
Leta 2021 je bila zaključena sanacija odvodnjevalnega vodovoda na I. obzorju. Ta je bila nujno potrebna zaradi dotrajane lesene vodne podgradnje proge za betonskim zajetjem jamske vode pri sipki št. 11. Odvod jamske vode je sicer zelo pomembno za samo mesto, sicer bi mu grozila potopitev oziroma ugreznitev v rudnik.

## Rudarski muzej
Pri bivšem Frančiškovem jašku so v dveh dvoranah razstavljeni stari rudarski stroji. V bližini je obnovljena rudarska hiša iz 2. polovice 18. stoletja.

### Antonijev rov
Del rudnika v opuščanju je predelan (obnovljen) kot rudnik - muzej in odprt za dostop. To je Antonijev rov, del rudnika takoj za nekdanjim glavnim vhodom. V hiši, iz katere je vhod v Antonijev rov, se je rodil Stanko Bloudek, slovenski letalski konstruktor, športnik, načrtovalec športnih objektov.

### Kamšt
Ime verjetno izvira iz nemške besede »Kunst«. Črpanje vode iz rudnikov je od nekdaj velik problem, uspešno so ga rešile šele električne črpalke. V Idrijskem rudniku so ta problem reševali z več verzijami koles in črpalk. Pred približno 200 leti so zgradili veliko vodno črpalko »Kamšt«. Veliko vodno kolo s premerom 13 metrov je poganjalo drogovje 67 metrov vodoravno in 340 metrov globoko v jamo. Na dnu je bila vodna črpalka. Ko je povodenj 1948 odnesla jez na Idrijci (usmerjal je vodo preko Rak na vodno kolo), se je Kamšt za vedno ustavila. Sedaj je obnovljena in se lahko ogromno kolo vrti le na ročni pogon. Kamšt je danes največje leseno kolo v Evropi in je eno izmed največjih tehničnih čudes Slovenije in Evrope.

### Rake
Vodno kolo Kamšt je za delovanje potrebovalo stalen dotok vode. Ob reki Idrijci so zgradili rake (kanal za dovod vode, znan tudi pri mnogih mlinih in žagah). Po prenehanju delovanja Kamšti so propadale, sedaj so vsaj delno obnovljene in ob njih vodi sprehajalna pot od Idrije do Divjega jezera.

## Unescova svetovna dediščina
Slovenija je leta 2008 vložila kandidaturo Idrije za status Unescove svetovne dediščine skupaj z španskim rudnikom živega srebra Almadén in mehiškim rudnikom srebra v Potosiju. Komisija pri Unescu je vlogo leta 2009 zaradi pomanjkljivosti zavrnila. Dopolnjena vloga je prestala postopek izbire in rudišče živega srebra v Idriji je bilo skupaj s španskim vpisano v seznam 30. junija 2012, na 36. zasedanju Unesca.